# 가능태와 현실태
가능태와 현실태(potentiality and actuality, 可能態-現實態)는 철학에서 아리스토텔레스가 인간의 프시케와 관련하여 자신의 물리학, 형이상학, 니코마코스 윤리학, 영혼설에서 운동, 사원인, 윤리, 생리를 분석하기 위해 사용된 한 쌍의 밀접히 연결된 원칙이다.
이 문맥에서 가능태의 개념은 일반적으로 무언가가 가능할 수 있다는 것을 의미하는 모든 "가능성"을 의미한다. 아리스토텔레스는 모든 가능성을 동일하게 취급하지는 않았으나 조건이 맞고 어느 것도 이를 멈추지 못하는 경우 실체가 되는 중요성을 강조하였다. 가능태와는 대조적으로 현실태는 가능성이 온전한 의미에서 실체화될 때 가능성의 실천을 대표하는 운동, 변화, 활동이다.

## 같이 보기
- 헤노시스
- 위격